# Шеврљуге
Шеврљуге је насеље у Србији у општини Косјерић у Златиборском округу. Према попису из 2022. било је 242 становника.

## Демографија
У насељу Шеврљуге живи 275 пунолетних становника, а просечна старост становништва износи 39,7 година (38,8 код мушкараца и 40,6 код жена). У насељу има 100 домаћинстава, а просечан број чланова по домаћинству је 3,34.
Ово насеље је великим делом насељено Србима (према попису из 2002. године), а у последња три пописа, примећен је пораст у броју становника.
|  |

| Демографија | Демографија | Демографија |
| Година      | Становника  | Становника  |
| ----------- | ----------- | ----------- |
| 1948.       | 300         |             |
| 1953.       | 313         |             |
| 1961.       | 268         |             |
| 1971.       | 244         |             |
| 1981.       | 276         |             |
| 1991.       | 330         | 327         |
| 2002.       | 334         | 335         |

| Етнички састав према попису из 2002.‍ | Етнички састав према попису из 2002.‍ | Етнички састав према попису из 2002.‍ | Етнички састав према попису из 2002.‍ | Етнички састав према попису из 2002.‍ |
| ------------------------------------ | ------------------------------------ | ------------------------------------ | ------------------------------------ | ------------------------------------ |
|                                      |                                      |                                      |                                      |                                      |
| Срби                                 | Срби                                 |                                      | 333                                  | 99,70%                               |
| непознато                            | непознато                            |                                      | 1                                    | 0,29%                                |

| Година пописа     | 1948. | 1953. | 1961. | 1971. | 1981. | 1991. | 2002. |
| ----------------- | ----- | ----- | ----- | ----- | ----- | ----- | ----- |
| Број домаћинстава | 49    | 53    | 58    | 65    | 81    | 98    | 100   |

| Број чланова      | 1  | 2  | 3  | 4  | 5  | 6  | 7 | 8 | 9 | 10 и више | Просек |
| ----------------- | -- | -- | -- | -- | -- | -- | - | - | - | --------- | ------ |
| Број домаћинстава | 18 | 22 | 12 | 22 | 11 | 12 | 3 | 0 | 0 | 0         | 3,34   |

| Пол    | Укупно | Неожењен/Неудата | Ожењен/Удата | Удовац/Удовица | Разведен/Разведена | Непознато |
| ------ | ------ | ---------------- | ------------ | -------------- | ------------------ | --------- |
| Мушки  | 140    | 45               | 84           | 8              | 3                  | 0         |
| Женски | 145    | 25               | 85           | 30             | 5                  | 0         |
| УКУПНО | 285    | 70               | 169          | 38             | 8                  | 0         |

| Пол    | Укупно                    | Пољопривреда, лов и шумарство | Рибарство                            | Вађење руде и камена | Прерађивачка индустрија       |
| ------ | ------------------------- | ----------------------------- | ------------------------------------ | -------------------- | ----------------------------- |
| Мушки  | 74                        | 4                             | 0                                    | 0                    | 33                            |
| Женски | 43                        | 5                             | 0                                    | 0                    | 15                            |
| УКУПНО | 117                       | 9                             | 0                                    | 0                    | 48                            |
| Пол    | Производња и снабдевање   | Грађевинарство                | Трговина                             | Хотели и ресторани   | Саобраћај, складиштење и везе |
| Мушки  | 1                         | 8                             | 12                                   | 1                    | 13                            |
| Женски | 0                         | 1                             | 7                                    | 2                    | 2                             |
| УКУПНО | 1                         | 9                             | 19                                   | 3                    | 15                            |
| Пол    | Финансијско посредовање   | Некретнине                    | Државна управа и одбрана             | Образовање           | Здравствени и социјални рад   |
| Мушки  | 0                         | 0                             | 2                                    | 0                    | 0                             |
| Женски | 0                         | 2                             | 3                                    | 2                    | 4                             |
| УКУПНО | 0                         | 2                             | 5                                    | 2                    | 4                             |
| Пол    | Остале услужне активности | Приватна домаћинства          | Екстериторијалне организације и тела | Непознато            | Непознато                     |
| Мушки  | 0                         | 0                             | 0                                    | 0                    | 0                             |
| Женски | 0                         | 0                             | 0                                    | 0                    | 0                             |
| УКУПНО | 0                         | 0                             | 0                                    | 0                    | 0                             |